# Rodolfo Torre Cantú
Rodolfo Torre Cantú (* 14. Februar 1964 in Ciudad Victoria; † 28. Juni 2010 ebenda) war ein mexikanischer Politiker der PRI. Er fiel einem Mordanschlag zum Opfer.
Torre kandidierte für die Gouverneurswahl in Tamaulipas. Unbekannte erschossen ihn und vier weitere Opfer auf einer Landstraße etwa 800 Kilometer nördlich von Mexiko-Stadt mit automatischen Waffen. Der mexikanische Präsident Felipe Calderón nahm den Vorfall zum Anlass, sein Sicherheitskabinett zusammenzurufen. Danach bezichtigte er in einer landesweiten Fernsehbotschaft das Organisierte Verbrechen, den Mord verübt zu haben.